# Shibata (Miyagi)
Shibata (柴田町?) è una cittadina giapponese della prefettura di Miyagi.